# Stefanie Stemmer
Stefanie Stemmer (* 17. Februar 1981) ist eine ehemalige deutsche Skirennläuferin. Sie wurde 2003 Deutsche Meisterin in der Abfahrt und nahm von 2003 bis 2007 ohne größere Erfolge an Weltcuprennen teil.

## Biografie
Stemmer nahm im Winter 1996/1997 erstmals an FIS-Rennen teil und kam von 1997 bis 1999 bei drei Juniorenweltmeisterschaften zum Einsatz, wo sie jeweils im Slalom und im Riesenslalom startete, aber nur in den Riesenslaloms das Ziel sah. Im gesamten Winter 1999/2000 nahm sie an keinen Rennen teil. Im Europacup kam Stemmer erstmals im Februar 1998 zum Einsatz. Es dauerte allerdings fünf Jahre bzw. 32 Rennen, bis sie am 13. Februar 2003 erstmals eine Platzierung unter den besten 30 erzielte und damit zum ersten Mal Europacuppunkte gewann. Noch im selben Monat erreichte sie in den beiden Abfahrten von Innerkrems ihre ersten Top-10-Ergebnisse in dieser Rennserie. Im März 2003 wurde sie ebenfalls in Innerkrems überraschend Deutsche Meisterin in der Abfahrt, allerdings in Abwesenheit der meisten Spitzenfahrerinnen des Deutschen Skiverbandes.
Im Weltcup debütierte Stemmer am 19. Januar 2003 im Riesenslalom von Cortina d’Ampezzo, bei dem sie sich nicht für den zweiten Durchgang qualifizieren konnte. Es blieb ihr einziger Riesenslalomstart im Weltcup. Ab dem nächsten Winter kam sie in den Disziplinen Abfahrt und Super-G zu regelmäßigen Weltcupeinsätzen. Längere Zeit blieb sie jedoch mit Ergebnissen jenseits der besten 30 ohne Weltcuppunkte. Erst in ihrem 29. Weltcuprennen, der Abfahrt in Bad Kleinkirchheim am 13. Januar 2006, gewann sie als 30. ihren ersten Weltcuppunkt. Im selben Monat konnte sie mit Platz 27 in der Abfahrt von St. Moritz – ihrem besten Weltcupresultat – sowie Rang 30 in der Abfahrt von Cortina d’Ampezzo weitere zwei Mal punkten. Danach kam sie jedoch wieder in keinem Weltcuprennen unter die schnellsten 30.
Ihr letztes Weltcuprennen fuhr Stemmer am 20. Januar 2007. In dieser Abfahrt in Cortina d’Ampezzo schwang sie nach einem Fahrfehler ab. Mathias Berthold, der damalige Damen-Cheftrainer des Deutschen Skiverbandes, sagte nach dem Ausfall von Stemmer: „Das war ihr letztes Rennen. Ihre Leistungen reichen nicht aus.“ Stemmer nahm danach an keinen weiteren Rennen teil.

## Erfolge

### Weltcup
- 3 Platzierungen unter den besten 30

### Europacup
- 2 fünfte Plätze und weitere vier Top-10-Ergebnisse

### Juniorenweltmeisterschaften
- Schladming 1997: 44. Riesenslalom
- Megève 1998: 41. Riesenslalom
- Pra Loup 1999: 43. Riesenslalom

### Weitere Erfolge
- Deutsche Meisterin in der Abfahrt  2003
- 3 Siege in FIS-Rennen